# Fresadora universal

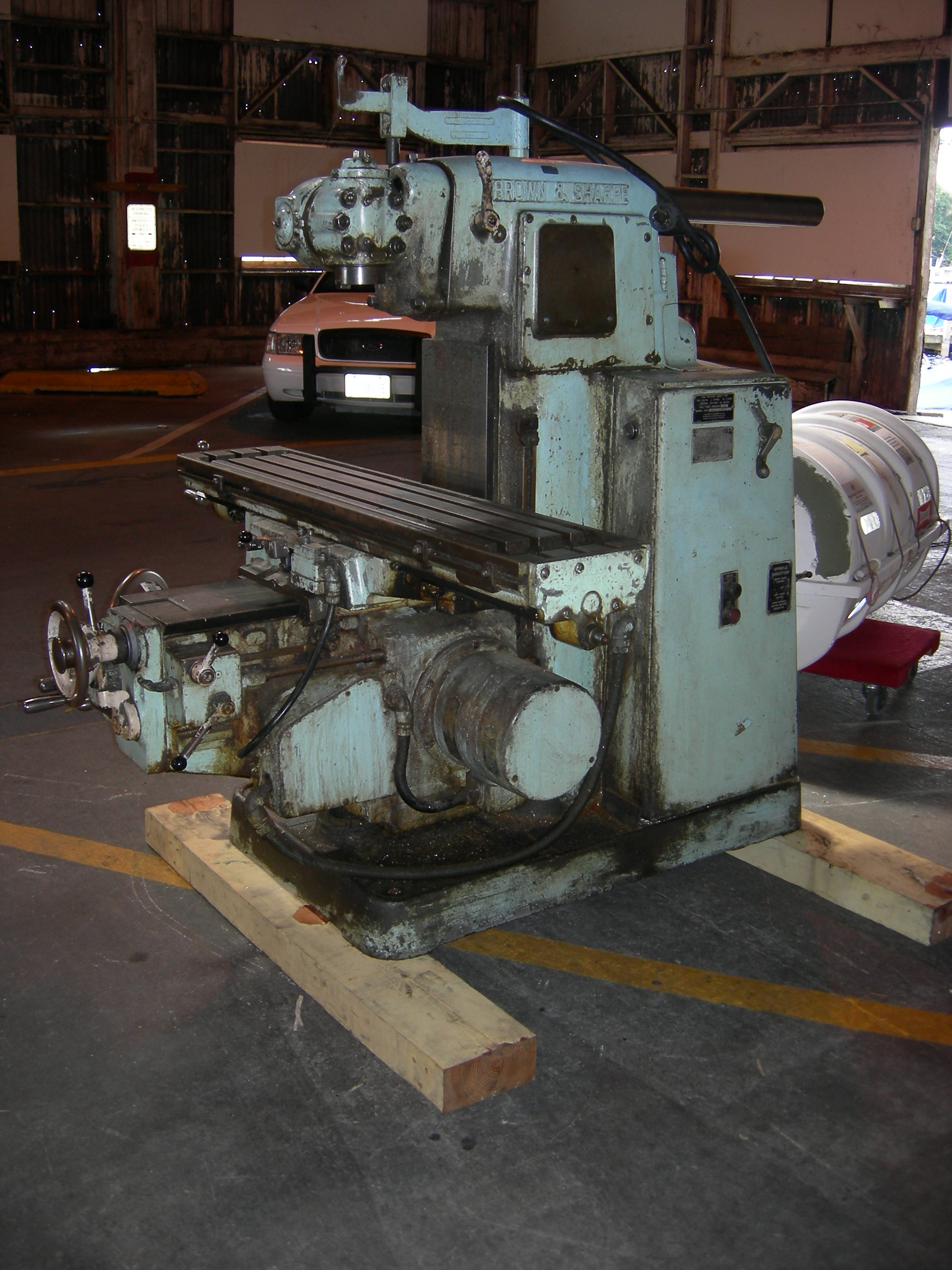
Fresadora universal antiga.

Una  fresadora universal  és una màquina eina utilitzada per realitzar diferents mecanitzats per arrencada de ferritja en peces de forma prismàtica. Aquest tipus de màquines es caracteritza per treballar en l'espai mitjançant el moviment adequat de la taula on es fixen les peces que han de ser mecanitzades. Aquesta taula pot desplaçar-se al llarg de tres moviments diferents: Longitudinal, transversal i vertical.
- Moviment longitudinal : Denominat X, que correspon generalment al moviment de treball. Per facilitar la subjecció de les peces la taula està dotada d'unes ranures en forma de T per permetre la fixació de mordasses o altres elements de subjecció de les peces i més pot inclinar per al tallat angular. Aquesta taula avança de forma automàtica d'acord amb les condicions de tall que permeti la mecanització.

- Moviment transversal : Denominat I, que correspon al desplaçament transversal de la taula de treball. S'utilitza bàsicament per posicionar l'eina de fresar en la posició correcta.

- Moviment vertical : Denominat eix Z que correspon al desplaçament vertical de la taula de treball. Amb el desplaçament d'aquest eix s'estableix la profunditat de tall del fresat.

Per realitzar els diferents mecanitzats sovint cal acoblar al capçal de la màquina accessoris i eines adequades. Les eines de fresar s'anomenen generalment freses i hi ha diversos models de freses, d'acord amb el tipus de fresat que es vulgui realitzar.
Les freses tenen un moviment rotatori impulsat pel motor principal de la màquina i que es regula mitjançant una caixa de velocitats, per adequar la velocitat de gir de la fresa a la velocitat de tall adequada a la qual ha de realitzar el mecanitzat.
La taula de treball es pot desplaçar de forma manual o automàtica amb avenços de treball o avenços ràpids. Per a això compta amb una caixa d'avanços, usualment expressat de mm/minut, on és possible seleccionar l'avanç de treball adequat d'acord amb les condicions tecnològiques del mecanitzat.
Les fresadores universals modernes compten amb dispositius electrònics on es visualitzen les posicions de les eines, facilitant-se així la precisió en els seus desplaçaments. Així mateix moltes fresadores porten incorporades un sistema de control numèric per ordinador (CNC) que permet automatitzar el seu treball. També poden incorporar un mecanisme de còpia, per a diferents perfils de mecanitzat.
Des de la seva invenció, al 1818, la fresadora universal s'ha convertit en una màquina bàsica en el procés industrial de mecanització.

## Història
La primera màquina de fresar que es va construir data de 1818 i va ser dissenyada per l'americà Eli Witney, per tal d'alleugerir la construcció de fusells a l'estat de Connecticut (EUA). Aquesta màquina es conserva al  Mechanical Engineering Museum  de Yale.
Cap al 1830,  Gay & Silver  construir una fresadora que incorporava el mecanisme de regulació vertical i un suport per al capçal portaeines.
Al 1848 l'enginyer americà F. W. Howe va dissenyar per a l'empresa  Robbins & Lawrence  fabricar la primera fresadora universal que incorporava un dispositiu de còpia de perfils. Per aquestes mateixes dates es va donar a conèixer la fresadora coneguda com a Lincoln, que incorporava un moltó cilíndric, regulable en sentit vertical.
Cap a mitjans del segle xix, es va iniciar la construcció de fresadores verticals. Al museu Conservatoire National des Arts et Metiers de París, es conserva una fresadora vertical construïda el 1857.
La primera fresadora universal equipada amb plat divisor que permetia la fabricació d'engranatges rectes i helicoidals va ser fabricada per Brown & Sharpe el 1853 per iniciativa i a instàncies de Frederick W. Howe i va ser presentada a l'Exposició Universal de París de 1867
El 1884 l'empresa americana Cincinnati construeix una fresadora universal que incorpora un moltó cilíndric posicionat axialment.
El 1894 el constructor francès de màquines eines Pierre Philippe Huré, dissenya un capçal universal amb el qual es podien realitzar diferents mecanitzats en diferents posicions de l'eina. Capçal que, amb lleugeres modificacions, s'utilitza actualment essent un dels accessoris més usats de les fresadores universals.

## Principals característiques tècniques constructives

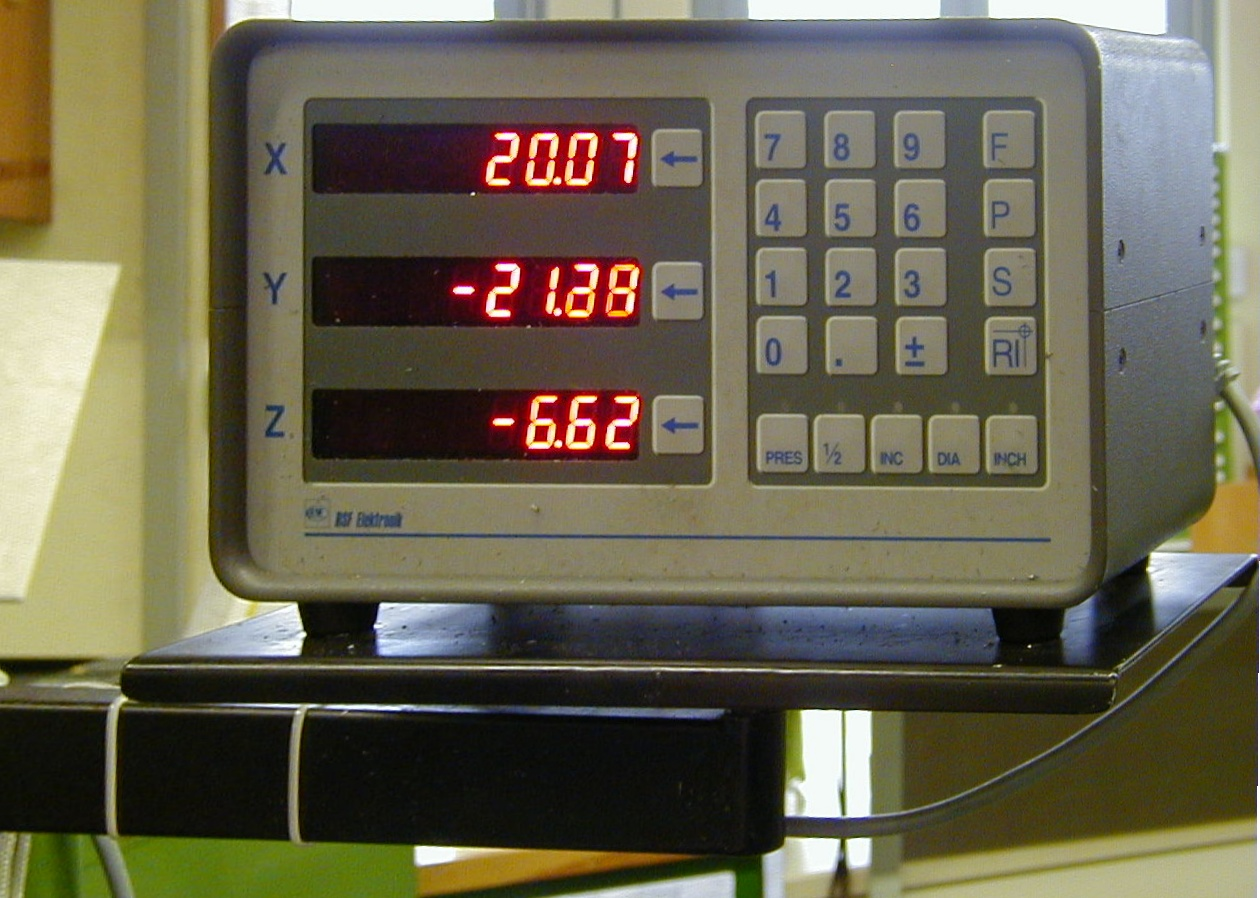
Visualitzador de les cotes dels eixos.

- Guies prismàtiques, per on llisca la taula de treball
- Qualitat dels eixos i engranatges de la màquina
- Dispositiu de seguretat contra sobrecàrregues
- Eliminació de folgances en l'eix longitudinal
- Equipament electrònic de control que incorpori
- Gamma de velocitats de l'eix portafreses
- Potència dels motors que té cada màquina
- Superfície de la taula de treball
- Angle de gir de la taula
- Recorregut longitudinal de la taula
- Recorregut transversal
- Recorregut vertical
- Distància de l'eix al moltó
- Gamma d'avanços de treball
- Pes de la màquina[3]

## Accessoris principals

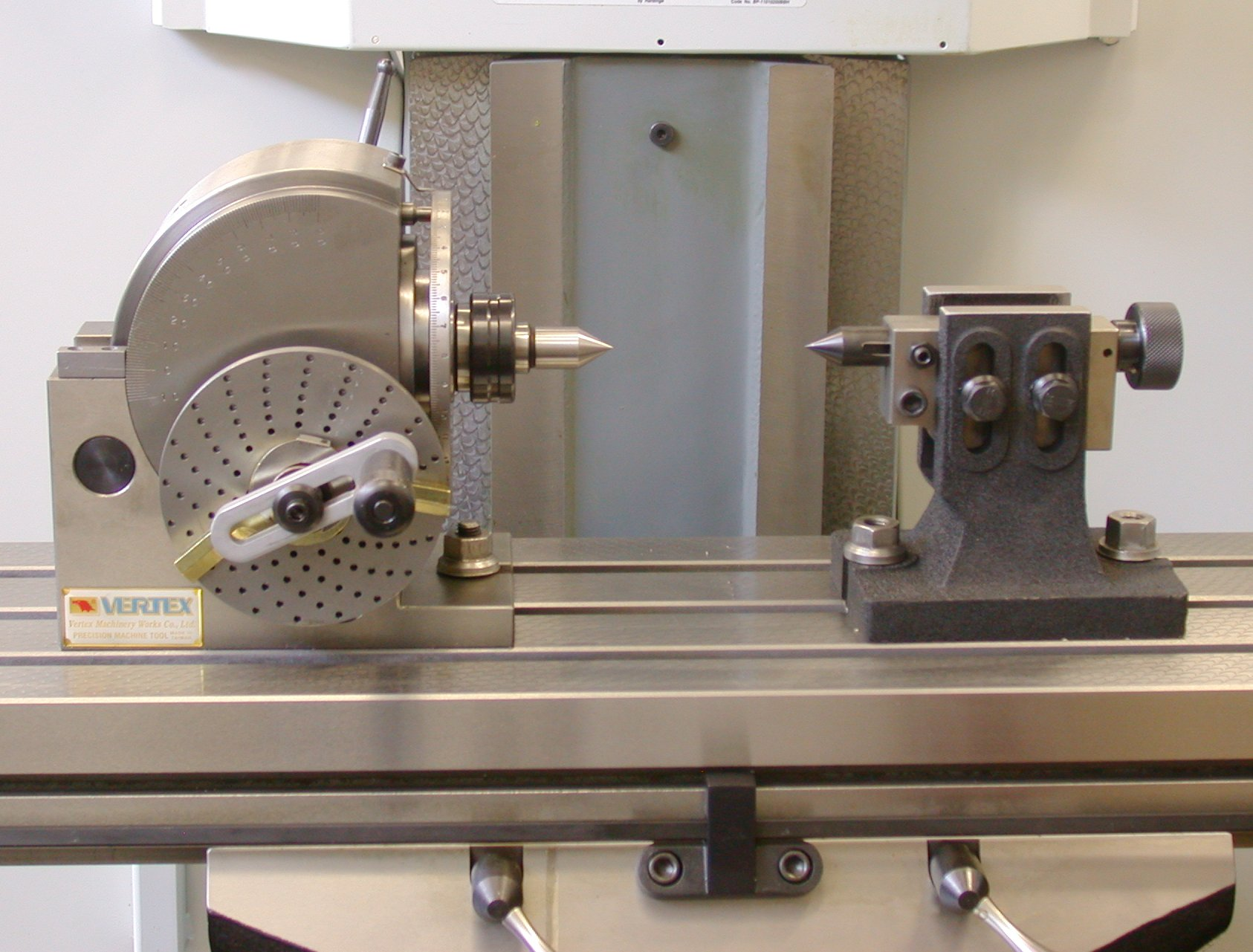
Plat divisor universal i contrapunt.

- Eix porta-freses. (16-22-27-32-40 mm)
- Equip complet de refrigeració
- Capçal multiangular
- Divisor universal amb contrapunt i joc d'engranatges
- Plat universal de 3 arpes amb contraplat
- Aparell de mortasar giratori
- Taula circular divisora
- Mordassa giratòria graduada
- Mordassa hidràulica
- Capçal de mandrinar
- Eixos porta-freses llargs
- Eixos porta-freses curts
- Eix porta-pinces i joc de pinces
- Visualització digital de cotes[3]